# 1913 en Belgique
Chronologie de la Belgique
- 1909
- 1910
- 1911
- 1912
- 1913
- 1914
- 1915
- 1916
- 1917

Cette page recense des événements qui se sont produits durant l'année 1913 en Belgique.

## Chronologie

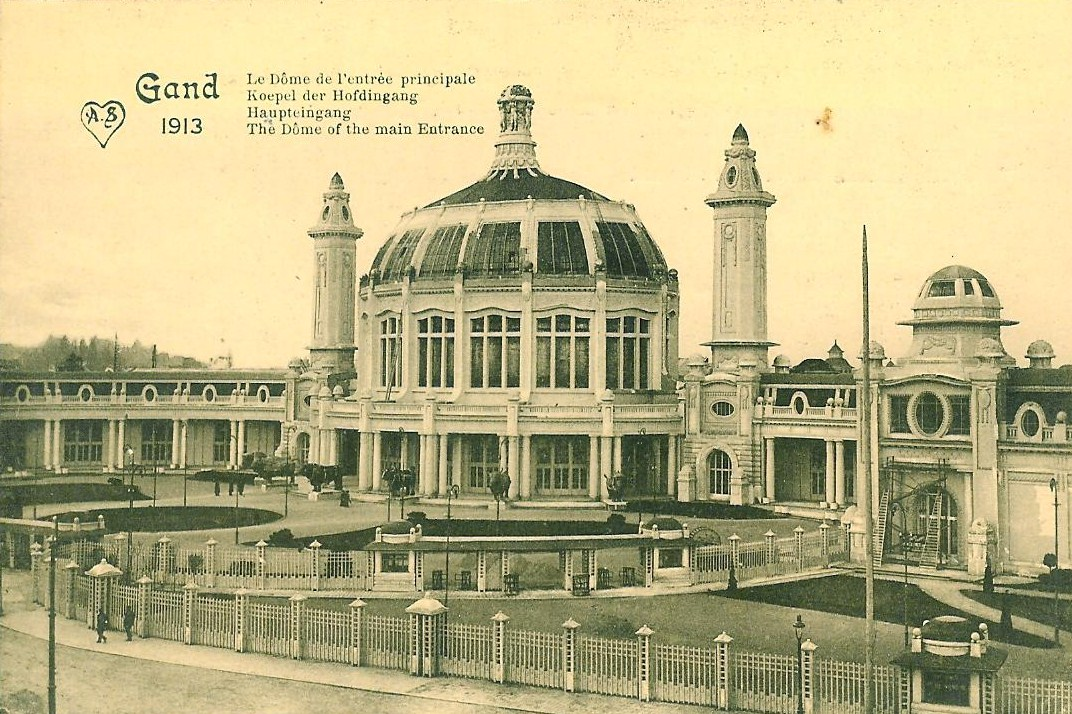
L'entrée principale de l'exposition universelle de 1913.

- Du 6 avril au 31 octobre : exposition universelle de Gand.
- Du 14 au 24 avril : grève générale[1].
- 30 août : loi imposant le service militaire « personnel, général et obligatoire »[2].
- 27 décembre : fondation de la Compagnie intercommunale des eaux de l’agglomération liégeoise et extensions.

## Culture

### Architecture

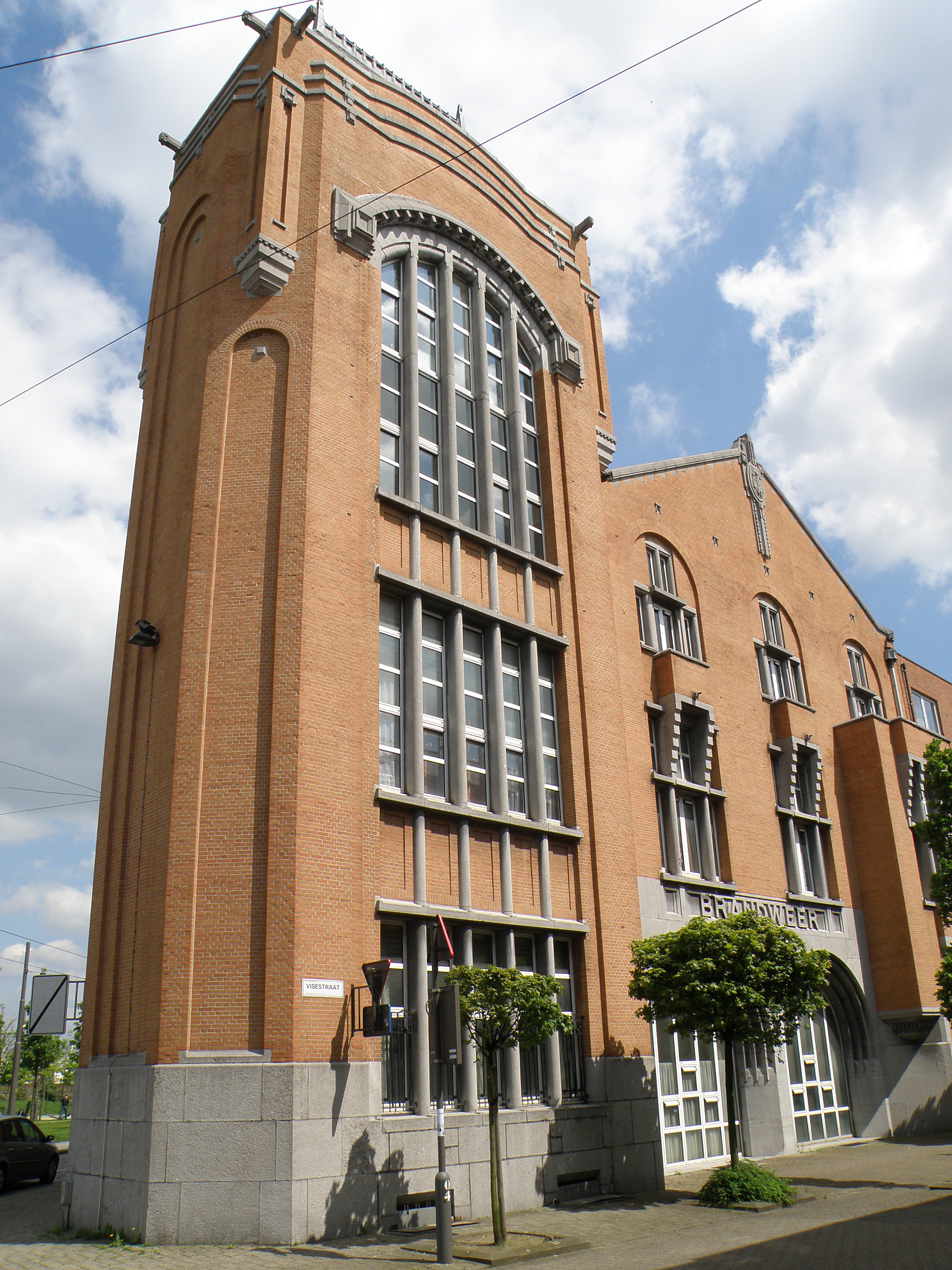
Caserne de pompiers à Anvers (Art déco, Émile Van Averbeke)
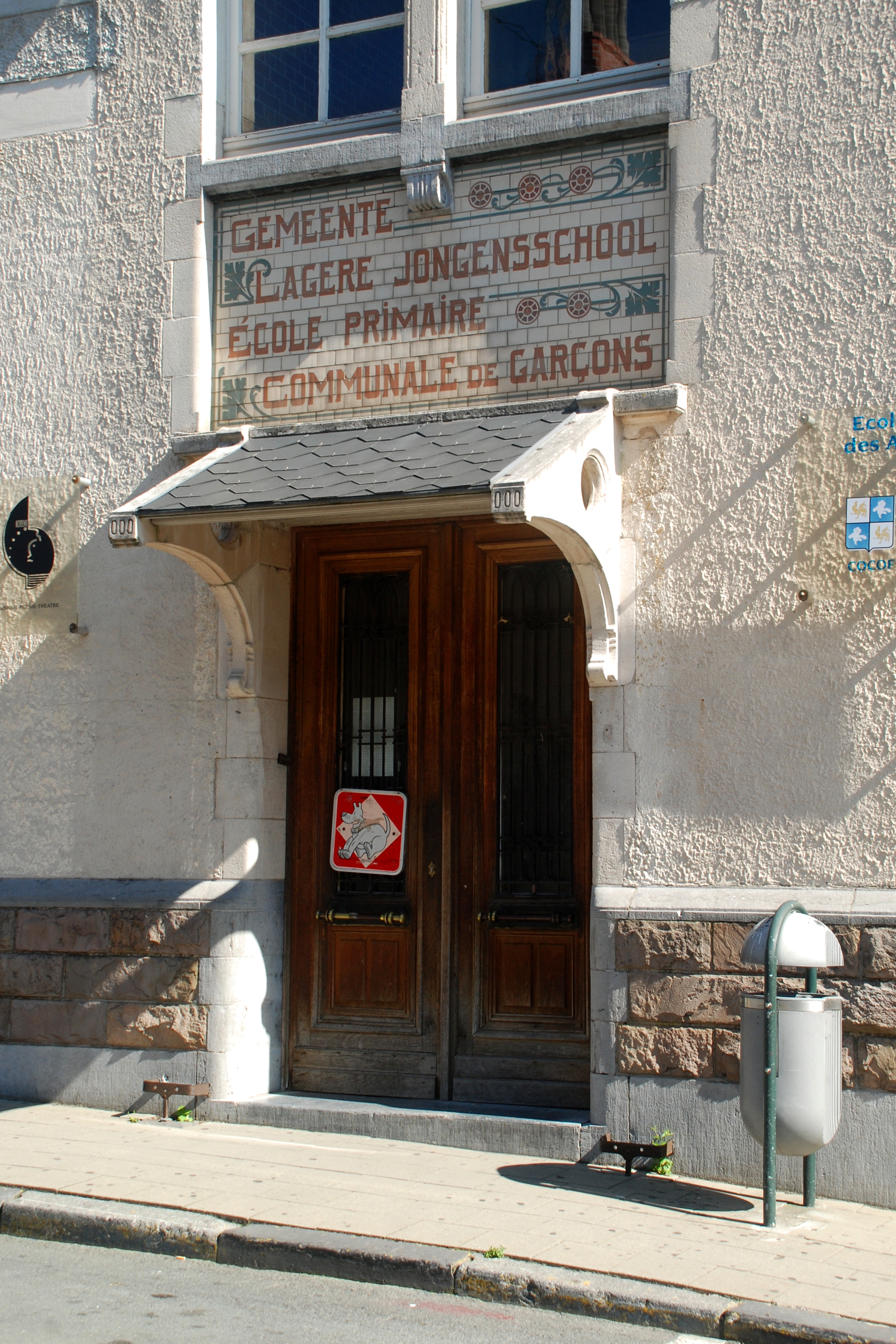
Centre scolaire du Souverain à Auderghem (Art nouveau, Henri Jacobs)
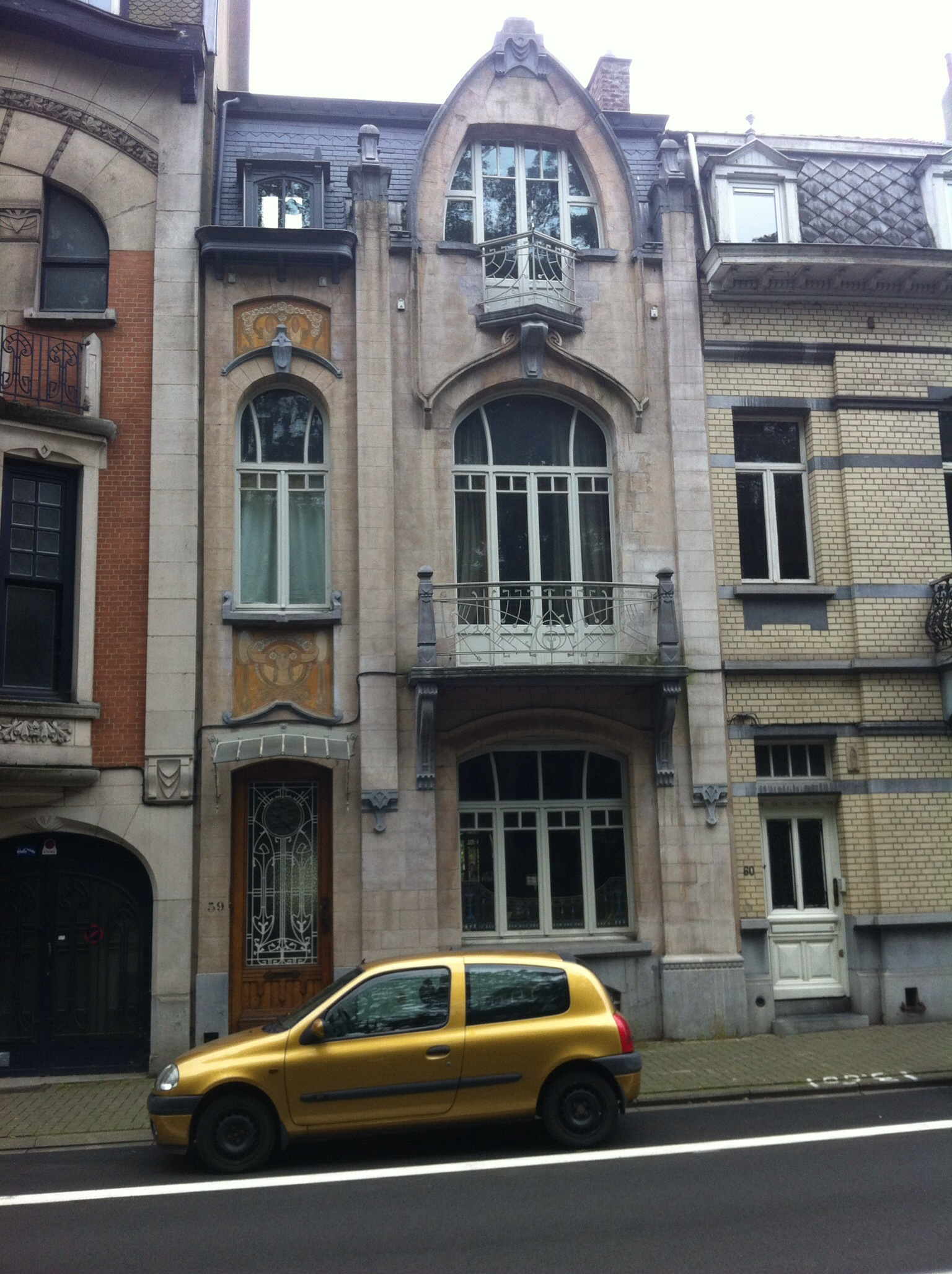
Maison Lefever à Koekelberg (Art nouveau, Fernand Lefever)

### Cinéma
- Films d'Alfred Machin :
  - L'Agent Rigolo et son chien policier.
  - Au ravissement des dames, court métrage.
  - Le Blanc-seing.
  - Monsieur Beulemeester, garde civique, court métrage.
  - Saïda a enlevé Manneken-Pis, court métrage.

### Littérature
- Le Marchand de regrets, pièce de Fernand Crommelynck[3].
- Métiers divins, recueil de Jean de Bosschère[4].

### Peinture

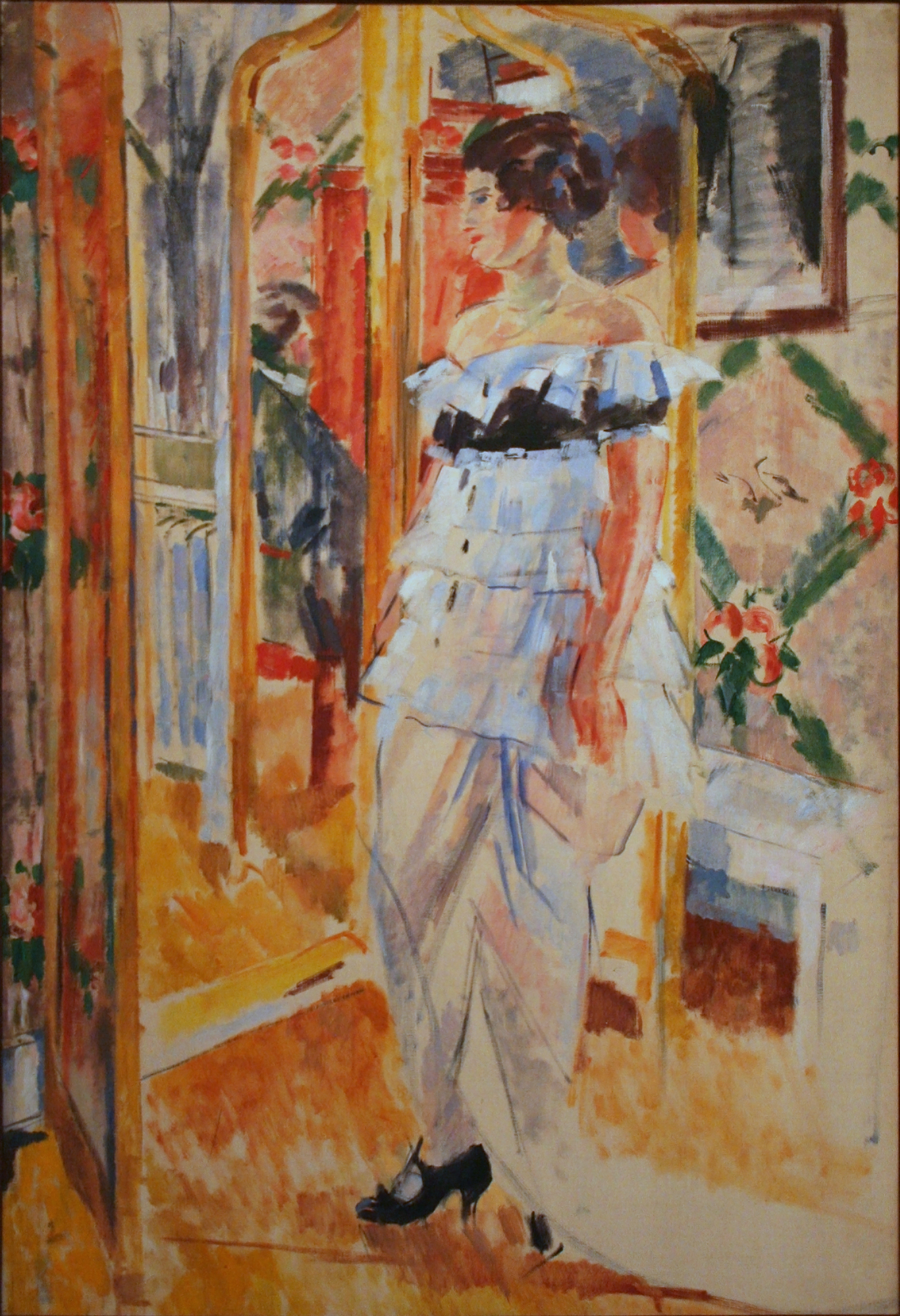
Portrait de Madame Giroux (Rik Wouters)

## Sciences

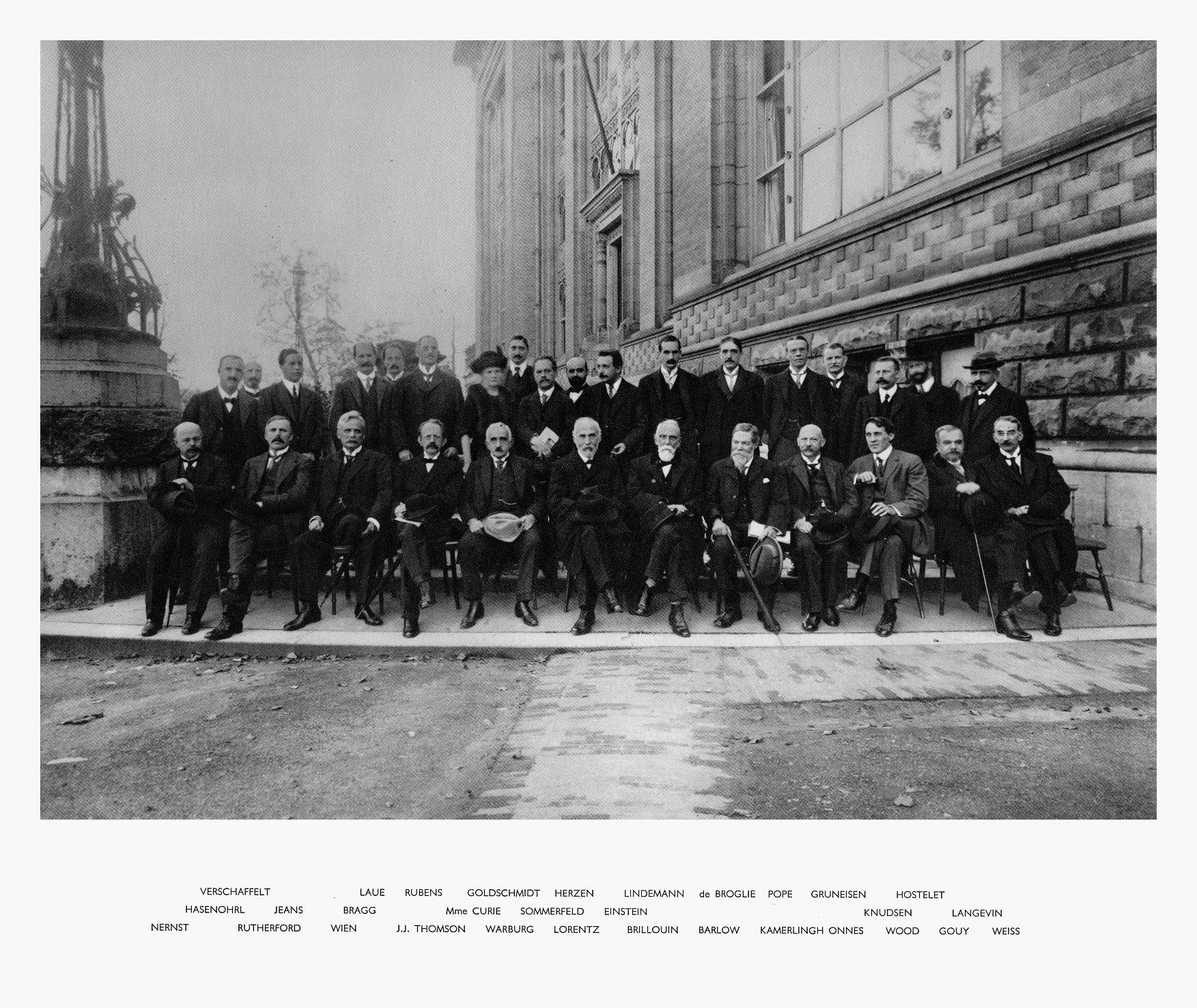
Congrès Solvay de physique, octobre 1913.

- Du 27 au 31 octobre : deuxième congrès Solvay de physique à Bruxelles.

## Naissances
- 22 janvier : Henry Bauchau, écrivain († 21 septembre 2012).
- 1er juillet : Edgard De Caluwé, coureur cycliste († 16 mai 1985).
- 13 juillet : Willy Michaux, coureur cycliste de demi-fond († 22 octobre 2002).
- 31 juillet : Jacques Moeschal, architecte et sculpteur († 24 décembre 2004).
- 6 septembre : Gustave Danneels, coureur cycliste († 13 avril 1976).
- 6 octobre : Jules Lowie, coureur cycliste († 2 août 1960).
- 3 décembre, Omer Vanaudenhove, homme politique († 26 novembre 1994).

## Décès
- 19 avril : Paul Janson, homme politique (° 11 avril 1840).
- 13 juin : Camille Lemonnier, romancier, conteur, nouvelliste, essayiste (° 24 mars 1844).
- 9 septembre : Paul de Smet de Naeyer, homme politique (° 13 mai 1843).